# Ernst Vix
Ernst Vix (* 1834 in Gießen; † 19. Januar 1902 in Darmstadt) war ein deutscher Mediziner.

## Leben
Ernst Vix studierte zunächst an der  Hessischen Ludwigs-Universität Medizin. 1853 wurde er im Corps Starkenburgia aktiv. Als Inaktiver wechselte er an die Berliner  Friedrich-Wilhelms-Universität, die Prager Karl-Ferdinands-Universität und die Universität Wien. 1856 schloss er in Gießen das Studium mit der Promotion zum Dr. med. ab. Er trat als Arzt in den Staatsdienst und wurde 1864 zum großherzoglich hessischen Obermedizinalrat ernannt. Nach dem Deutsch-Französischen Krieg wurde er 1872 in Metz Königlicher Regierungs- und Medizinalrat. Seine letzten Lebensjahre verbrachte er als Privatier in Darmstadt.
Vix verfasste eine größere Zahl wissenschaftlicher Arbeiten über chirurgische, neuropathologische, allgemeinmedizinische und zoologische Themen. Er war Vorsitzender des Ausschusses deutscher Feuerbestattungsvereine und des hessischen Landesvereins für Feuerbestattung. Von 1887 bis in seine letzten Lebensjahre gab er die Zeitschrift Phoenix heraus.

## Ehrungen
- Ehrenmitglied des Corps Starkenburgia[1]

## Schriften
- Über Entozoen bei Geisteskranken, insbesondere über die Bedeutung, das Vorkommen und die Behandlung von Oxyuris vermicularis, 1860
- Die Feuerbestattungs-Anstalt in Heidelberg, 1892 (zusammen mit Karl Leimbach)
- Über Toten-Einäscherung und Bestattung, 1896
- Die Totenbestattung u. s. w. mit besonderer Berücksichtigung der Toteneinäscherung, 1896